# Radvaň nad Dunajom
Radvaň nad Dunajom, ungarisch Dunaradvány (ungarisch bis 1863 Radvány) ist eine Gemeinde im Südwesten der Slowakei, mit 710 Einwohnern (31. Dezember 2024), die zum Okres Komárno, einem Kreis des Nitriansky kraj gehört.

## Geographie

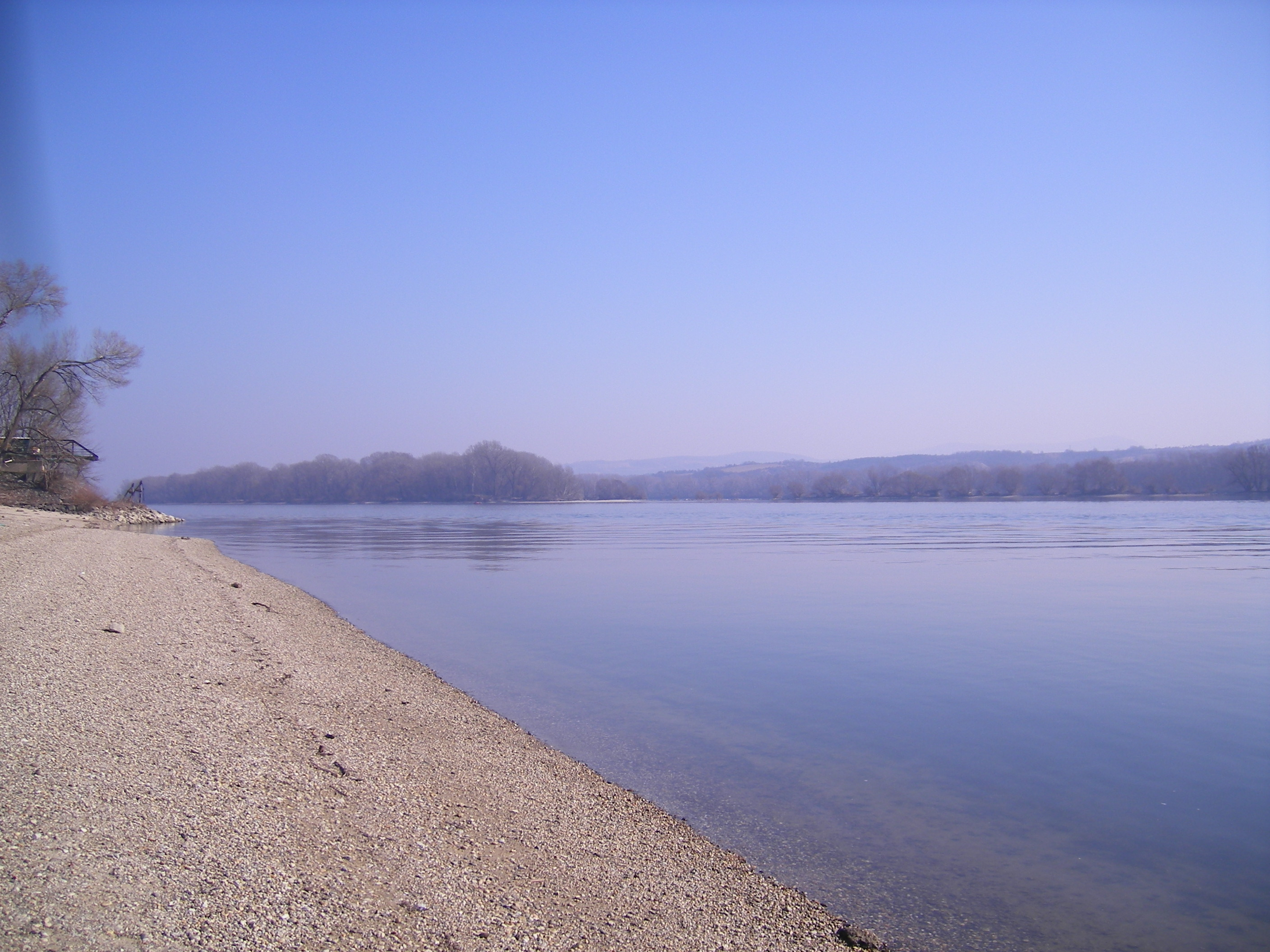
Die Donau beim Ort

Die Gemeinde befindet sich im äußersten Süden der Slowakei am linken Ufer der Donau im slowakischen Donautiefland. An der gegenüberliegenden Donauseite ist die ungarische Gemeinde Neszmély. Das Ortszentrum liegt auf einer Höhe von 120 m n.m. und ist 20 Kilometer von Komárno sowie 30 Kilometer von Štúrovo gelegen.
Verwaltungstechnisch gliedert sich die Gemeinde in die Gemeindeteile Bystrička (ungarisch Baloghpuszta), Radvaň nad Dunajom und Žitava (auch „Žitavská Tôň“; ungarisch Zsitvatő, älter Zsitvatorok).

## Geschichte

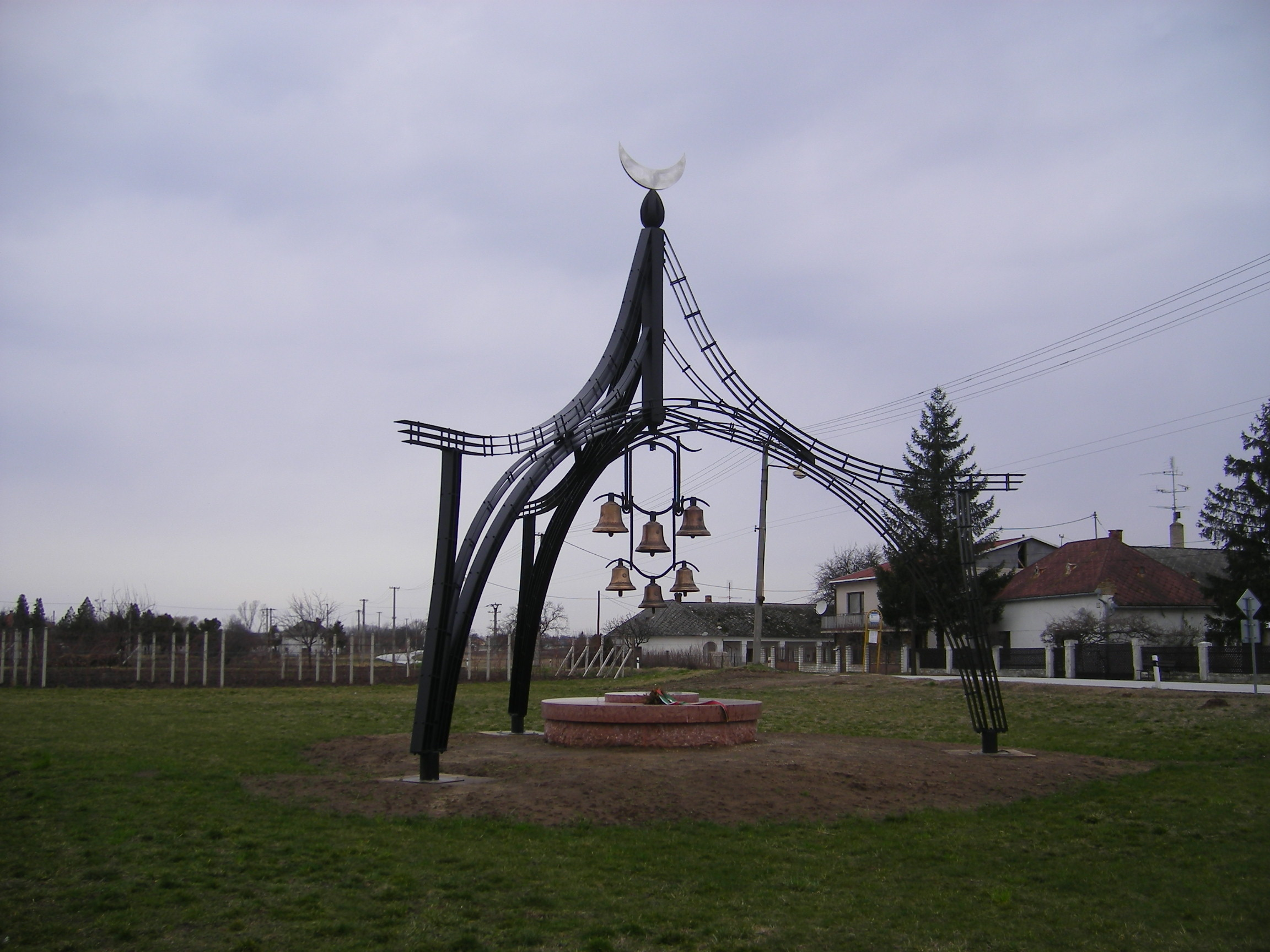
Denkmal an den Frieden von Zsitvatorok

Der Ortsteil Žitavská Tôň ist eine bedeutende archäologische Stätte, mit Funden aus der älteren Bronze-, Hallstatt- und Römerzeit. Der Hauptort wurde zum ersten Mal 1267 als Radowan schriftlich erwähnt. In der Vergangenheit waren Fischerei und Mühlen bedeutend, heute arbeitet die Mehrheit der Einwohner in Landwirtschaft.
Ein bedeutendes Ereignis ist der am 11. November 1606 abgeschlossene Friede von Zsitvatorok, der den Langen Türkenkrieg beendete und fast 60 Jahre seine Gültigkeit behielt.
Bis 1919 gehörte der im Komitat Komorn liegende Ort zum Königreich Ungarn und kam danach zur Tschechoslowakei. Auf Grund des Ersten Wiener Schiedsspruchs lag er 1938–45 noch einmal in Ungarn.

## Bevölkerung
| Jahr                | 1994 | 2004    | 2014    | 2024    |
| ------------------- | ---- | ------- | ------- | ------- |
| Anzahl der Personen | 749  | 747     | 709     | 710     |
| Unterschied         |      | −0,26 % | −5,08 % | +0,14 % |

| Jahr                | 2023 | 2024    |
| ------------------- | ---- | ------- |
| Anzahl der Personen | 708  | 710     |
| Unterschied         |      | +0,28 % |

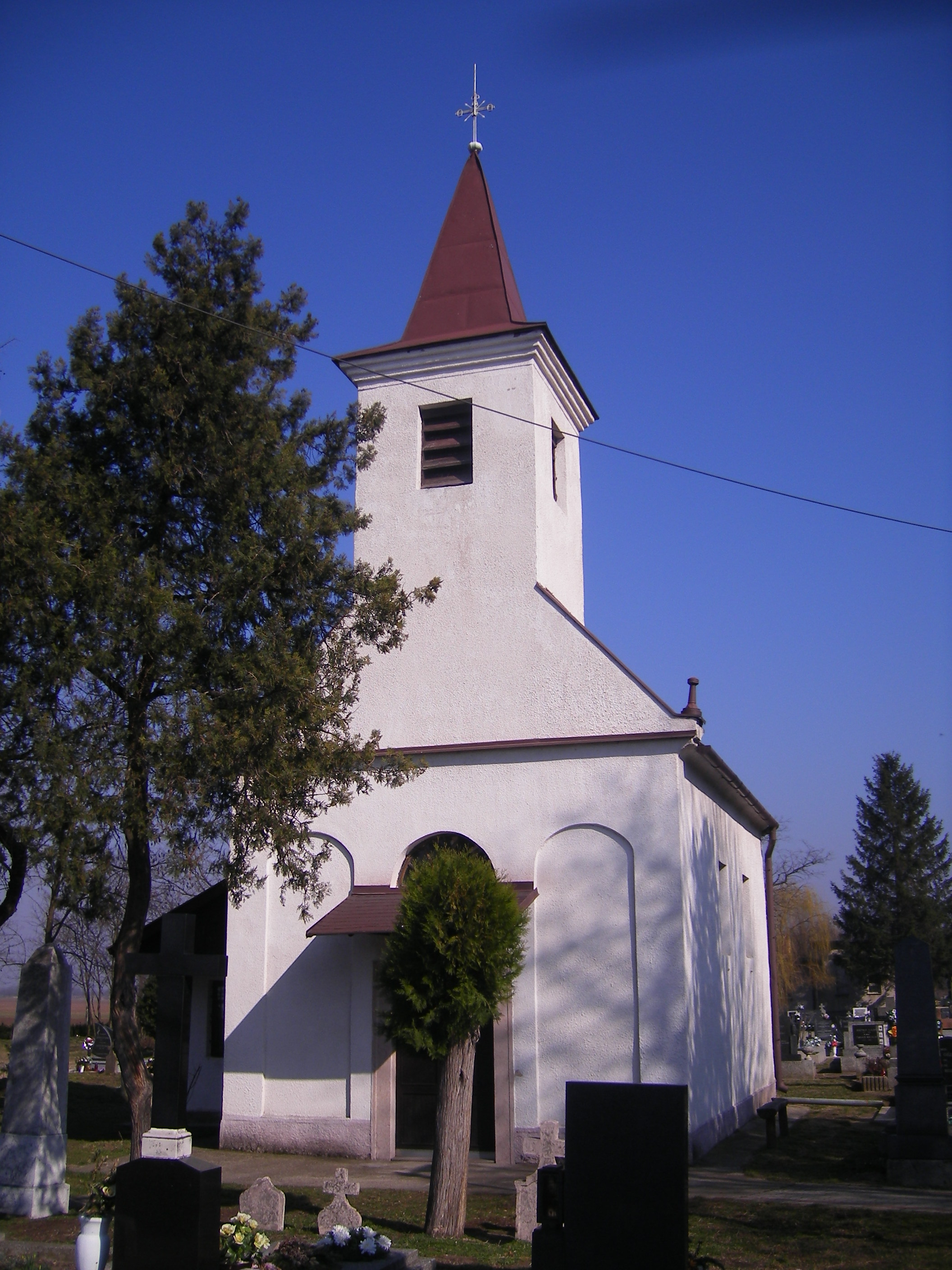
Römisch-katholische Kirche in Radvaň nad Dunajom

Ergebnisse nach der Volkszählung 2001 (738 Einwohner):
| Nach Ethnie: - 91,46 % Magyaren - 7,99 % Slowaken - 0,41 % Tschechen | Nach Religion: - 54,20 % römisch-katholisch - 5,01 % konfessionslos - 0,81 % evangelisch |